# Siamporik
Siamporik is een bestuurslaag in het regentschap Labuhan Batu Utara van de provincie Noord-Sumatra, Indonesië. Siamporik telt 4257 inwoners (volkstelling 2010).